# Sai van Wermeskerken
Sai van Wermeskerken (japanisch ファン ウェルメスケルケン 際; * 28. Juni 1994 in Maastricht) ist ein japanisch-niederländischer Fußballspieler.

## Karriere

### Verein
Sai van Wermeskerken erlernte das Fußballspielen in den japanischen Jugendmannschaften von Yatsugatake Hokuto und Ventforet Kofu sowie in der niederländischen Jugendmannschaft vom FC Dordrecht. Die erste Mannschaft des FC Dordrecht spielte die Saison 2013/14 in der zweiten Liga. Am Ende der Saison stieg der Verein in die erste Liga auf. In der Saison 2014/15 bestritt er als Jugendspieler ein Erstligaspiel. Hier kam er am 10. Mai 2015 im Auswärtsspiel gegen den FC Twente Enschede zum Einsatz. Bei seinem Debüt stand er die kompletten 90 Minuten auf dem Spielfeld. Am Ende der Saison belegte der Klub den letzten Tabellenplatz und musste wieder in die zweite Liga absteigen. Am 1. Juli 2015 unterschrieb er beim FC Dordrecht seinen ersten Profivertrag. Nach insgesamt 64 Ligaspielen wechselte er Ende August 2017 zum ebenfalls in der zweiten Liga spielenden SC Cambuur. Bei dem Verein aus Leeuwarden, für den er 66 Ligaspiel bestritt, stand er zwei Jahre unter Vertrag. Im Juli 2019 nahm ihn der Erstligist PEC Zwolle unter Vertrag. Für den Verein aus Zwolle bestritt er 47 Ligaspiele. Die Saison 2022/23 spielte er bei seinem ehemaligen Verein SC Cambuur in der zweiten Liga. Nach kurzer Vereinslosigkeit unterschrieb er Ende Oktober 2023 einen Vertrag beim Zweitligisten NEC Nijmegen. Nach nur drei Ligaspielen wechselte er im Januar 2024 nach Japan. Hier verpflichtete ihn der Erstligist Kawasaki Frontale. Am 17. Februar 2024 gewann der mit Frontale den Supercup. Das Spiel gegen den Meister Vissel Kōbe wurde mit 1:0 gewonnen. Am 3. Mai 2025 stand er mit Frontale im Finale der AFC Champions League Elite. Hier musste man sich jedoch dem saudi-arabischen Vertreter al-Ahli mit 2:0 geschlagen geben.

### Nationalmannschaft
Sai van Wermeskerken spielte 2016 fünfmal in der japanischen U23-Nationalmannschaft.

## Erfolge
Kawasaki Frontale
- Japanischer Supercup-Sieger: 2024
- AFC Champions League Elite-Finalist: 2024/25

## Sonstiges
Sai van Wermeskerken ist der Sohn eines Niederländers und einer Japanerin.